# ماهی شکارگر

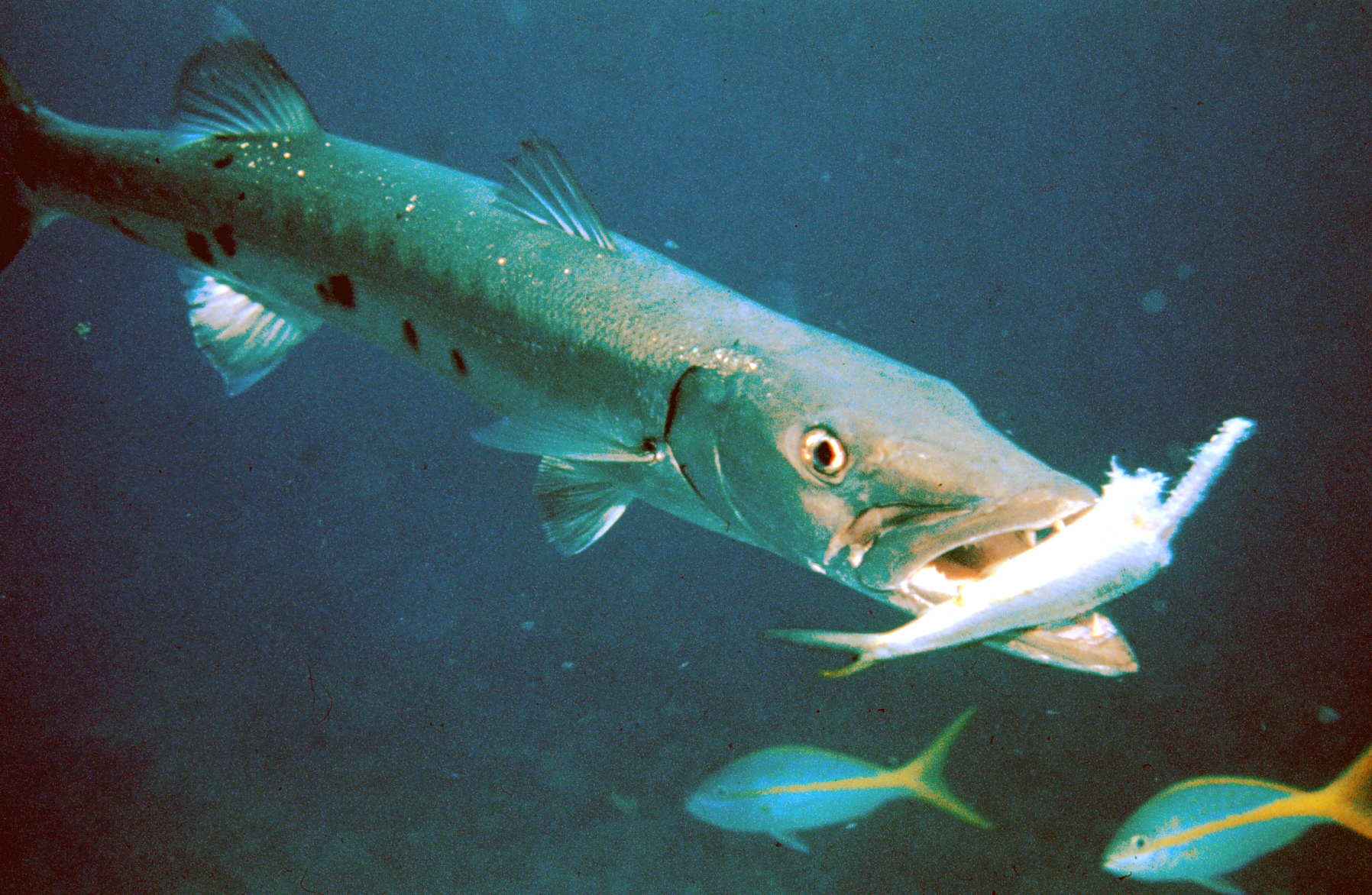
باراکودا در حال شکار یک ماهی کوچک‌تر

ماهی شکارگر (به انگلیسی: Predatory fish) ماهی‌های بیش از فراگوشتخوار هستند که به‌طور فعال ماهی‌های دیگر یا جانوران آبزی را شکار می‌کنند که نمونه‌هایی از آن‌ها شامل کوسه، نول‌ماهی، کوترماهیان، اردک‌ماهی / اردک‌ماهی زشت، ماهی دیواربین، ماهی لوتی و ماهی آزاد می‌باشد. برخی از ماهی‌های همه‌چیزخوار، مانند پیرانای شکم‌سرخ، گاهی می‌توانند شکارچی نیز باشند، اگرچه آنها به‌طور جدی به عنوان ماهی‌های اجباری گوشت‌خوار در نظر گرفته نمی‌شوند.